# Nissan Group
 For alternative betydninger, se Nissan. (Se også artikler, som begynder med Nissan)
Nissan Group 日産コンツェルン (Nissan Concern), eller tidligere Nissan Zaibatsu er et af Japans største virksomhedskonglomerater med hovedsæde i Tokyo.

## Historie
Koncernen blev grundlagt i 1928 af Yoshisuke Aikawa, oprindeligt som et holdingselskab for Kuhara Mining Co.(i dag kendt som Nippon Mining & Metals Company), som Aikawa overtag ledelsen fra sin søsters mand Fusanosuke Kuhara. Efter konkursen af Kuhara Zaibatsu og den efterfølgende 1. verdenskrig så reorganiserede Aikawa virksomheden til (Japan Industries) eller Nippon Sangyo Corporation (日本産業株式会社), forkortet Nissan.
Koncernens kerneforretninger var fast ejendom og forsikring. Der var mere end 100 selskaber inklusive fiskerivirksomheder, mineselskaber og tilknytningen af Hitachi-koncernens selskaber. Desuden er Nissan velkendt for sin bilindustri. Nissan og Hitachi har lignende betydninger på japansk, Nissan betyder "japansk fremstillet" og Hitachi betyder "japansk bygget".
Efter 2. verdenskrig blev zaibatsuet opløst og forandret til Nichiyo-kai, også kendt som Nissan Group.
Til trods for af Nissan udenfor Japan mest er kendt for sin bilproduktion, så udgjorde denne faktisk en mindre del i forhold til ejendomsforretningen, helt indtil at boblen på det japanske ejendomsmarked bristede i 1990'erne. Den efterlod Nissan med adskillige hundrede mia. US $ i gæld.
Nissan har siden hen frakastet majoriteten af sine ejendomsbesiddelser og har fokuseret på produktion og forsikring. Nissan Motor fik en større grad af uafhængighed, da franske Renault i 1999 for 5,4 mia. US $ købte en andel på 38,8 % af aktierne i Nissan Motors (日産自動車株式会社), samtidig fik bilfabrikanten ny leder i form af Carlos Ghosn fra Brasilien. Med succes er koncernen frakoblet Nissan-konglomeratet og der er tilbagebetalt gæld og nedlagt 23.000 stillinger i den japanske arbejdsstyrke.

## Nissan-koncernens selskaber
- Nissan-gruppen
  - 日産自動車 Nissan Motor
  - 日産化学工業 Nissan Chemicals
  - 日産証券 Nissan Securities
  - 日産農林 NNK
  - 日産マリーン Nissan Marine
  - Nissan Outboard Motors
  - Kinugawa Rubber Industrial Company
  - Calsonic Kansei
  - Kayaba Industry
  - UD Trucks
- Hitachi Group
  - Hitachi, Ltd
    - INES Corporation
    - Hitachi Maxell
    - Nisseicom Limited

  - 日立キャピタル株式会社 Hitachi Capital
  - 日立金属 Hitachi Metals
  - Hitachi Cable
  - 日立化成工業株式会社 Hitachi Chemical
    - 新神戸電機株式会社 Shin-Kobe Electric Machinery Company

  - 株式会社ニチレイ Nichirei Corporation
  - Hitachi Zosen Corporation
  - 日立建機株式会社 Hitachi Construction Machinery
    - TCM株式会社 TCM Corp

  - Nippon Suisan Kaisha
  - 日油株式会社 NOF Corporation
    - ニッサン石鹸株式会社 Nissan Soap Company
    - 昭和炭酸株式会社 Showa Tansan Company

  - りんかい日産建設 Rinkai Nissan Construction
- Nippon Mining-gruppen
  - 新日鉱ホールディングス株式会社 Nippon Mining Holdings
    - Japan Energy Corporation
    - 日鉱金属株式会社 Nippon Mining & Metals Company
    - タツタ電線株式会社 Tatsuta Electric Wire Cable Company
    - 東邦チタニウム株式会社 Toho Titanium Corporation
    - 株式会社丸運 Maruwa Corporation
    - 鹿島石油株式会社 Kashima Oil Company
- Sompo Japan Insurance Group (tidligere Yasuda Fire & Marine Insurance Company)
  - Sompo Japan Insurance
    - 日産センチュリー証券 Nissan Century Security Company
    - 兼松日産農林株式会社 Kanematsu-NNK Corporation

### Tidligere medlemmer
- Japan Victor Corporation eller JVC, solgt til Panasonic i 1953
- Columbia Music Entertainment – founded 1910 and divested from Nissan Group 2002
- Denon – founded 1910 and merged with Marantz Japan Incorporated in 2002
- Nissan Mutual Life Insurance (Nippon Mutual Life) – founded in 1909 and bankrupt in 1997
- Nitto Denko – founded 1918